# Mpumalanga
Mpumalanga és una de les noves províncies de Sud-àfrica, anomenada fins al 1995 Transvaal Oriental. El seu nom vol dir en zulu el lloc on es lleva el sol. Limita a l'oest amb Moçambic i Swazilàndia, al nord amb la província de Limpopo, a l'est amb les províncies de l'Estat Lliure i Gauteng. Fins al 1994 formà part del territori de l'antiga República del Transvaal.

## Divisió administrativa
La província de Mpumalanga es divideix en tres districtes municipals, subdividits en 17 municipis:
- Gert Sibande
  - Albert Luthuli
  - Msukaligwa
  - Mkhondo
  - Seme
  - Lekwa
  - Dipaleseng
  - Govan Mbeki

- Ehlanzeni
  - Thaba Chweu
  - Mbombela
  - Umjindi
  - Nkomazi

- Nkangala
  - Delmas
  - Emalahleni
  - Steve Tshwete
  - Highlands (Emakhazeni)
  - Thembisile
  - Dr J S Moroka